# Astatotilapia tweddlei
Astatotilapia tweddlei es una especie de peces de la familia cíclidos.
Tiene incubación bucal por las hembras.

## Morfología
La longitud máxima descrita es de 9 cm, aunque algunos autores aseguran que su longitud máxima es de 11 cm.

## Distribución y hábitat
Es un pez de agua dulce tropical, bentopelágico, que habita lagos pantanosos y arroyos de aguas lentas. Se distribuye por el lago Chilwa y el lago Chiuta y en sus ríos afluentes, entre Malaui y Mozambique, entre 14º y 16º de latitud sur.
Se alimenta de detritus y de insectos, por lo que suele encontrarse sobre sustrato de arena recubierta de material vegetal en descomposición a profundidades no más de 3 metros.